# Withnail & I
Withnail & I ist eine britische Tragikomödie des Regisseurs und Autors Bruce Robinson aus dem Jahr 1987. Nach anfangs verhaltenem Publikumserfolg wird er heute als einer der größten britischen Kultfilme gesehen. Der Film handelt von zwei erfolglosen Londoner Schauspielern am Ende der Swinging Sixties, die mit viel Alkohol einen turbulenten Urlaub auf dem Land durchleben.

## Handlung
London, Camden Town im September 1969: Marwood, der Erzähler des Filmes, und sein dandyhafter Mitbewohner Withnail leben als arbeitslose Schauspieler in ihrer verdreckten, heruntergekommenen Wohnung in den Tag hinein. Ihre Zeit verbringen sie mit missmutigen Kommentaren, viel Alkohol und verschiedenen Drogen, ihr einziger regelmäßiger Besuch ist der philosophierende Drogendealer Danny. Um ihrem tristen Alltag zu entfliehen, planen Marwood und Withnail einen gemeinsamen Urlaub, doch dafür ist das Geld eigentlich viel zu knapp. Sie überlegen, ob sie kostenlos für eine Weile in das Landhaus von Withnails gutsituiertem Onkel Monty im Lake District ziehen könnten. Monty, ein recht melodramatisch auftretender Homosexueller fortgeschrittenen Alters, ist von dieser Idee zunächst wenig begeistert. Der Onkel stimmt erst zu, nachdem Withnail die Lüge erfindet, der vom Onkel attraktiv gefundene Marwood sei ebenfalls schwul. Marwood ahnt davon zunächst nichts.
Der Urlaub entpuppt sich schon nach kurzer Zeit als Reinfall. Montys Behausung ist heruntergekommen, es regnet in Strömen, die Lebensmittel sind knapp und die Nachbarn begegnen den Neuankömmlingen mit Misstrauen und Feindseligkeit. Withnail legt sich in der Dorfkneipe mit einem örtlichen Wilderer an und entwickelt dann panische Angst, dieser könne ihm etwas antun. Als nachts verdächtige Geräusche im Haus zu hören sind, vermuten die beiden einen Angriff des Wilderers, doch es handelt sich nur um den ebenfalls angereisten Onkel Monty.
Am nächsten Tag versucht Monty unentwegt, den von ihm für schwul gehaltenen Marwood zu verführen. Diesem wird die Situation immer unangenehmer, während Withnail sich verhält, als ahne er von nichts. Nachts erscheint Monty auf einmal in Marwoods Zimmer und möchte mit ihm schlafen. Marwood wird klar, dass Withnail seinem Onkel eine Lüge erzählt hat, woraufhin er Monty anschwindelt, dass Withnail selbst ein uneingestandener Homosexueller sei und die beiden in einer Beziehung seien. Monty schenkt dem Glauben und reist ab, nicht ohne einen entschuldigenden Brief hinterlassen zu haben, in dem er seine Einsamkeit andeutet und den beiden Glück wünscht.
Am nächsten Morgen liegen Marwood und Withnail noch im Streit miteinander, als Marwood ein Telegramm erhält, dass er für eine Theaterrolle in R. C. Sherriffs Journey’s End in Manchester vorsprechen solle. Die beiden fahren nach London zurück, wobei Withnails Trunkenheit am Steuer ihnen ein unangenehmes Intermezzo mit der Polizei einbringt. Als sie in ihre Wohnung zurückkehren, müssen sie feststellen, dass diese in der Zwischenzeit von Danny und dessen Kumpel Ed bevölkert wurde. Danny hat sich mit dem Vermieter angelegt und die Wohnung steht kurz vor der Zwangsräumung. Schließlich erhält Marwood die Nachricht, dass er sogar für die Hauptrolle genommen wurde. Hierfür muss er aber Camden Town und sein altes Leben verlassen.
Am Tag des Abschieds versucht Withnail ihn zu einer Abschiedsflasche Wein zu überreden, doch Marwood besteht darauf, dass er zum Zug müsse und sich hier ihre Wege trennen, auch wenn er Withnail vermissen werde. Nach dem Abschied läuft Withnail mit seiner Flasche Wein im strömenden Regen durch den Regent’s Park und zitiert aus Hamlet.

## Produktionsgeschichte

### Entwicklung

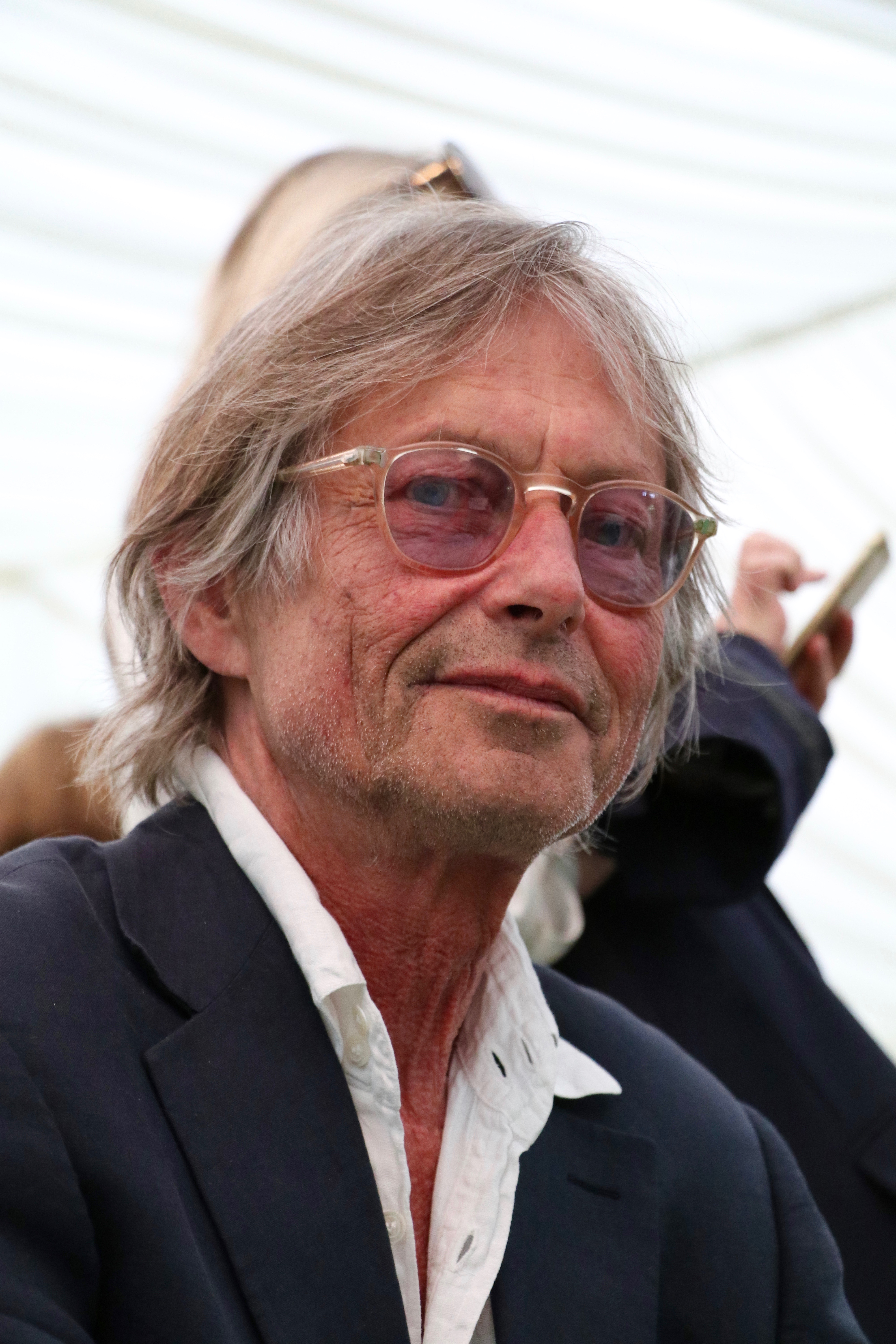
Bruce Robinson (2016)

Withnail & I war das Debüt von Bruce Robinson als Filmregisseur, der seit den 1960ern als Schauspieler, seit den 1970ern als Drehbuchautor im Filmgeschäft tätig war. Der Film ist autobiografisch beeinflusst, denn Robinson hatte Ende der 1960er-Jahre unter ähnlichen Umständen wie die Protagonisten in Camden Town gelebt. Robinson schrieb seine Geschichte zunächst im Winter 1969/1970 als Romanentwurf nieder. Er war zu diesem Zeitpunkt nach eigenen Angaben am Tiefpunkt seines Lebens: einsam, arbeitslos und verschuldet, zudem war seine hippieartige Wohngemeinschaft der Vorjahre in Auflösung begriffen. Die Idee, dass der Dekadenwechsel auch die Swinging Sixties unweigerlich zum Ende brachte, schlägt sich auch in Robinsons späterem Film nieder. Im folgenden Jahrzehnt zirkulierte der Romanentwurf unter Robinsons Freunden und 1980 erhielt er von einem Hollywood-Produzenten ein paar Tausend Dollar, den Romanentwurf in ein Drehbuch umzuarbeiten. Den Prozess der Umarbeitung beschrieb er als wesentlich anstrengender als den Romanentwurf, der ihm leicht von der Hand gegangen sei. Doch erst Mitte der 1980er-Jahre ermöglichte sich die Finanzierung von Withnail & I, nachdem Robinson mit seinem Drehbuch zu dem mit drei Oscars ausgezeichneten Film The Killing Fields Aufmerksamkeit erzielen konnte und sich der US-amerikanische Filmproduzent Paul M. Heller (1927–2020) von dem Drehbuch zu Withnail & I begeistert zeigte.
Robinson verwarf und ergänzte in den 15 Jahren verschiedene Elemente der Geschichte. So endete sie zunächst mit Withnails Selbstmord durch Onkel Montys Jagdgewehr, was er nachher als zu grimmig und überdramatisch, vor allem aber als überflüssig verwarf, da man sich Withnails tragische Zukunft ohnehin ausmalen könne. Zu der Figur des Withnail wurde Robinson durch seinen Freund und einstigen Mitbewohner Vivian MacKerrell inspiriert: MacKerrell war gebildet und hatte eine hohe Meinung von seinen eigenen Fähigkeiten als Schauspieler, doch verhinderten sein Alkoholkonsum und seine wenig umgängliche Persönlichkeit alle Chancen auf eine erfolgreiche Karriere. Einige Zeit sammelten MacKerrell und Robinson routinemäßig Glasflaschen, um mit dem Pfandgeld neuen Alkohol zu besorgen, sich dann zu betrinken und nach dem Aufwachen wieder Flaschen zu sammeln. MacKerrell zeigte sich stolz, als Inspiration für die Filmfigur gedient zu haben, bevor er nach jahrzehntelangem Alkoholismus im März 1995 mit nur 50 Jahren an Krebs starb. Der Name Withnail stammte von einem Mann namens Jonathan Withnall, der ein Freund von Bruce Robinsons Stiefvater war und mit seiner wohlhabenden Herkunft sowie einem starken Alkoholkonsum ebenfalls einige Charakteristiken mit Withnail teilte.
Der Name Marwood für die zweite Hauptfigur, die das Alter Ego von Bruce Robinson darstellt, wird im Film nie ausgesprochen, sondern ist nur einmal kurz auf einem Telegramm zu lesen. Er findet aber im Drehbuch sowie in zahlreichen Interviews der an den Film beteiligten Personen Gebrauch. Im Abspann lautet Paul McGanns Rollenname schlicht "...& I". Für den chaotischen Versuch eines Urlaubs orientierte sich Robinson an einem ähnlichen Trip mit dem befreundeten Schauspieler Michael Feast, bei dem sie nach einer Zeitungsanzeige ein Landhaus im Lake District für 10 Pfund die Woche anmieteten. Dieses stellte sich als uralter Schuppen ohne Heizung und Elektrizität heraus, in dem sie die Einrichtung zerschlagen mussten, um sich ein Feuer machen zu können. In Onkel Montys Verhalten gegenüber Marwood verarbeitete Robinson seine Erfahrungen mit dem italienischen Regisseur Franco Zeffirelli, der dem frisch von der Schauspielschule kommenden, 21-jährigen Robinson seine erste Filmrolle als Benvolio in Romeo und Julia (1968) gegeben hatte. Bei ihrer ersten Begegnung habe Zeffirelli ihn wie Onkel Monty gefragt, ob er ein „Schwamm oder Stein“ sei, und ihn zu einem Zungenkuss genötigt. In einer Referenz daran liest Withnail in einer Szene die Zeitungsschlagzeile vor, dass ein junger Schauspieler eine Rolle bei einem italienischen Star-Regisseur bekommen habe, und vermutet, dass er sich an den Regisseur verkauft habe.

### Besetzung

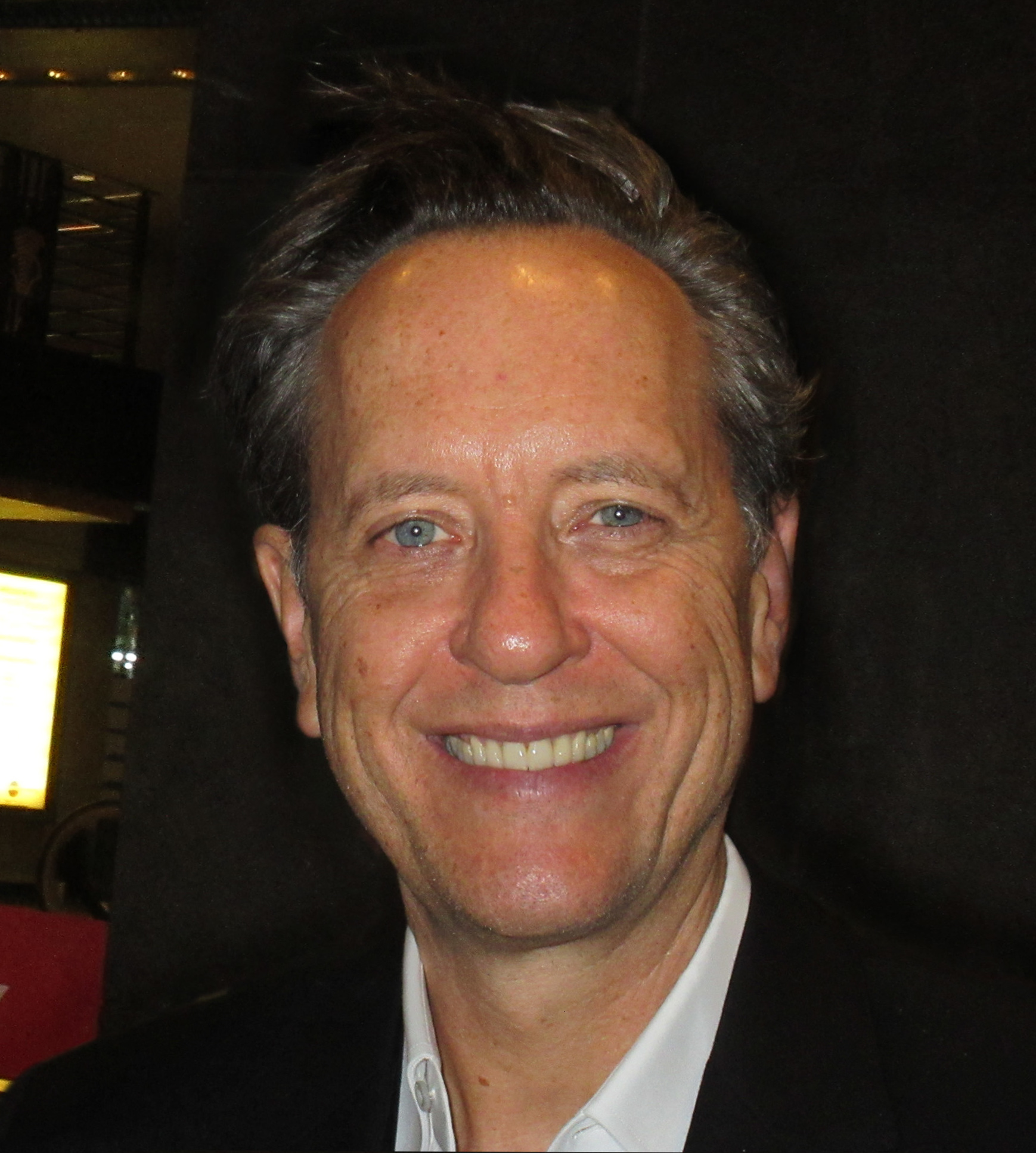
Für Richard E. Grant (hier 2018) bedeutete Withnail den Durchbruch

Robinson erhielt bei der Darstellersuche Unterstützung durch die erfahrene Besetzungschefin Mary Selway. Für die Rolle des Withnail waren unter anderem Kenneth Branagh, Daniel Day-Lewis, Edward Tudor-Pole und Bill Nighy im Gespräch. Branagh war sehr interessiert, erschien dem Regisseur aber als zu wenig „Byronesque“ für die Rolle; Robinsons guter Freund Nighy gab eine überzeugende Darbietung, wurde aber nicht besetzt, da er zu dieser Zeit selbst ein Alkoholproblem hatte. Schließlich fiel die Wahl auf den 29-jährigen, noch weitestgehend unbekannten Richard E. Grant – insofern ironisch, da Grant im kompletten Gegensatz zu der Figur Withnail Abstinenzler ist. Grant trinkt keinen Alkohol, da er eine Unverträglichkeit gegen Alkohol hat, und zudem sein Vater Alkoholiker war. Robinson überredete ihn am Filmset, dennoch zumindest einmal zu trinken, um das Gefühl der Trunkenheit seiner Figur nachzuvollziehen – mit dem Resultat, dass Grant nach einer Flasche Champagner schließlich ohnmächtig wurde und erst 24 Stunden später wieder richtig aufwachte. Grant und Robinson sollten zwei Jahre später bei der satirischen Komödie Ein erfolgreicher Mann erneut zusammenarbeiten.
Robinsons erste Wahl für die Rolle des Marwood war der Schauspieler Paul McGann, der sich in den Jahren zuvor durch Fernsehrollen einen Namen gemacht hatte. Er wurde jedoch wegen seines starken Liverpooler Akzents zeitweise wieder verworfen. Nachdem kein anderer Darsteller gefunden werden konnte und McGann in der Zwischenzeit einen Londoner Akzent gelernt hatte, erhielt er die Rolle zurück. Richard Griffiths musste keine Vorsprechen über sich ergehen lassen, da Robinson ihn seit seinem Auftritt in dem Film Magere Zeiten als Traumbesetzung für Onkel Monty sah. Dabei war Griffiths bei den Dreharbeiten noch nicht einmal 40 Jahre alt, seine Figur im Drehbuch aber als Mann in seinen Sechzigern angelegt. Michael Feast, der einstige Mitbewohner von Robinson, war Robinsons Wunschkandidat für den Drogendealer Danny, lehnte aber aufgrund der autobiografischen Nähe ab. Daraufhin wurde Ralph Brown besetzt, nicht zuletzt, da er passend zu seiner Rolle barfuß und mit Langhaarperücke zum Vorsprechen gekommen war. Der bekannteste Name unter den Kleindarstellern des Filmes war Michael Elphick, ein alter Freund von Robinson, als Wilderer Jack. Elphick hatte nur einen Drehtag, erschien betrunken und zugekokst, redete wirre Textzeilen aus anderen Produktionen. Robinson ließ die Kameras einfach laufen und gab ihm lautstarke Regieanweisungen, woraufhin er nach Ansicht der Beteiligten eine grandiose Darstellung ablieferte.

### Dreharbeiten

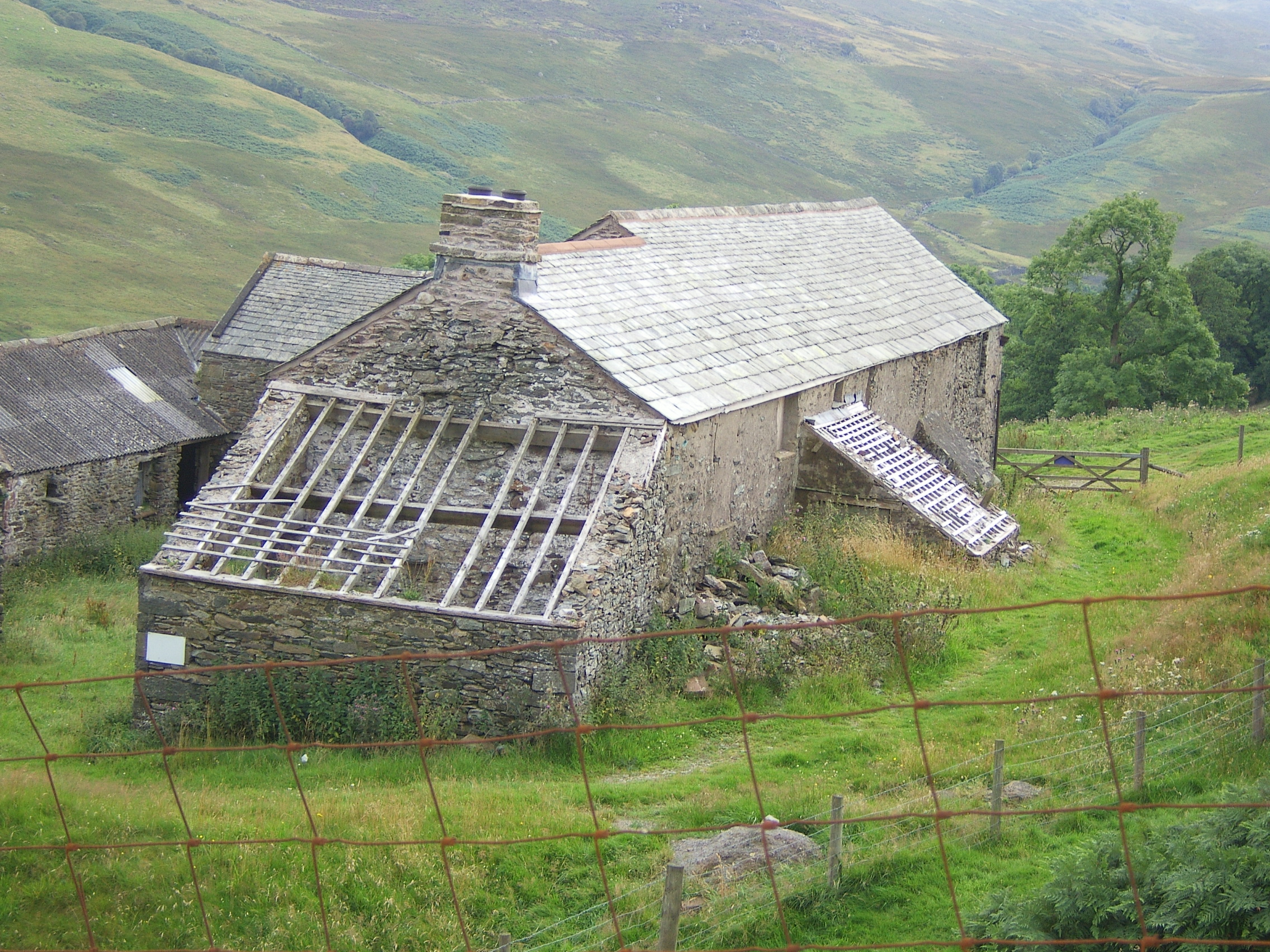
Sleddale Hall im Jahr 2007 …

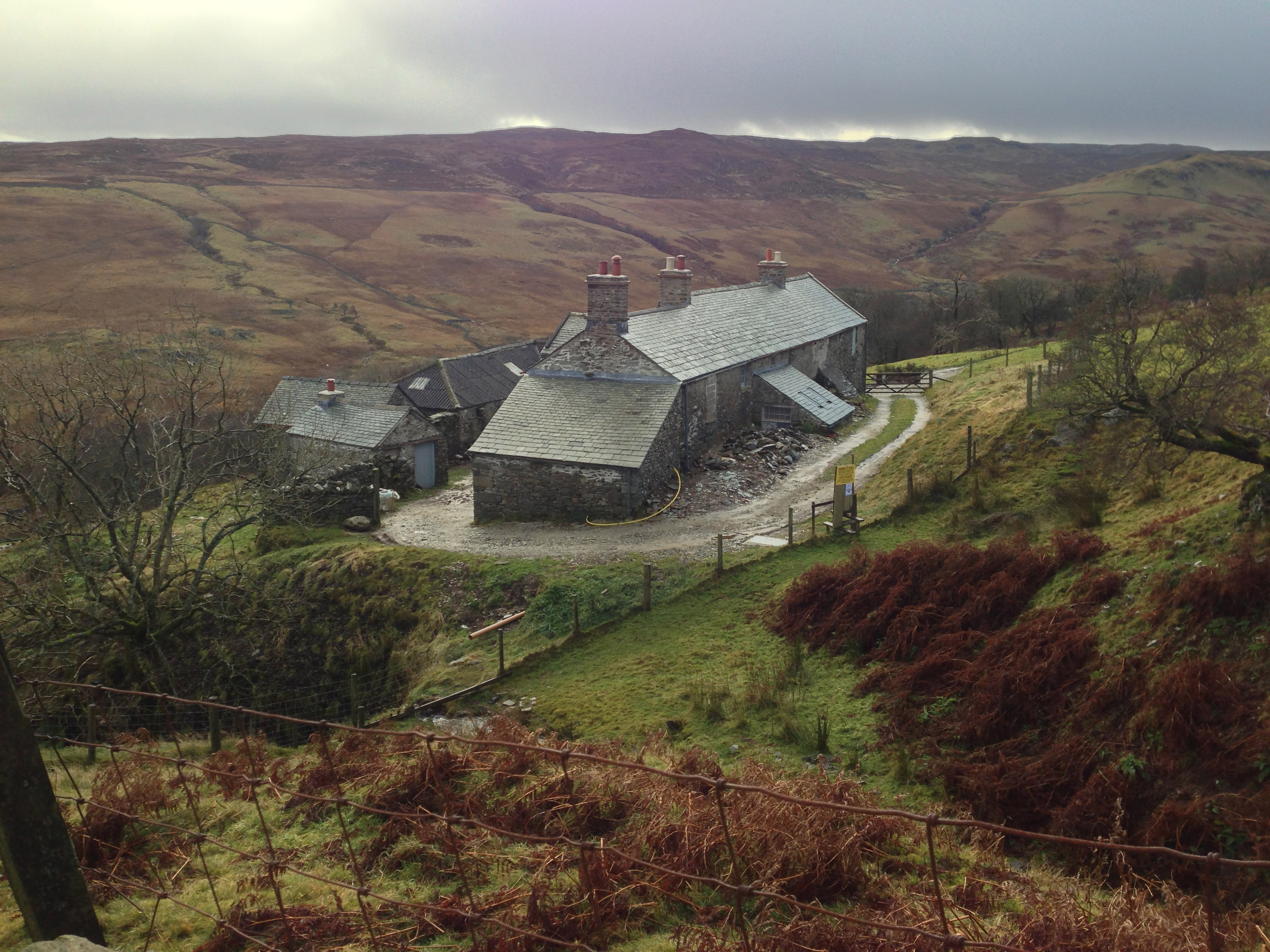
… und renoviert im Jahr 2012

Withnail & I wurde zur einen Hälfte von Paul M. Heller, zur anderen Hälfte von George Harrisons Produktionsfirma HandMade Films finanziert. Das Budget des Filmes war mit knapp über einer Million Pfund auch für damalige Verhältnisse bescheiden ausgelegt. Robinson übernahm auf Vorschlag von Heller auch die Regie. Die Dreharbeiten starteten im August 1986 in der Umgebung der Dörfer Shap und Bampton sowie des Haweswater Reservoirs. Das jahrhundertealte Farmhaus Sleddale Hall nahe Shap fungierte als Onkel Montys Landhaus Crow Crag. Bei dem Ort, in den die beiden Hauptfiguren in Onkel Montys Wagen fahren, handelt es sich nicht um das im Film erwähnte Penrith, sondern es wurde in der Hunderte Meilen südlicher gelegenen Stadt Stony Stratford unweit von London gedreht. In London wurde in verschiedenen Stadtteilen gedreht, die durch die starke Gentrifizierung inzwischen teilweise kaum noch erkennbar sind, ironischerweise allerdings nicht in Camden Town.
Robinson betrank sich aus Nervosität vor dem ersten Drehtag bis drei Uhr morgens. Ihn sorgte vor allem, dass der Erfolg der Dreharbeiten von vielen Faktoren abhing und daher Glück benötigt wurde. Ein Unglück aus Robinsons Sicht war Denis O’Brien, ein amerikanischer Anwalt und Harrisons Geschäftspartner bei der Produktionsfirma, der das Projekt schon früh kritisch beäugte. Am ersten Nachmittag der Dreharbeiten kritisierte O’Brien, dass der Film unwitzig sowie in inhaltlicher wie optischer Sicht zu düster gestaltet sei, und forderte unter anderem die Streichung von mehreren Szenen. Robinson konnte Änderungen mit der Drohung verhindern, in diesem Fall das Projekt sofort zu verlassen – bei seinem ersten Film als Regisseur wolle er keine Kompromisse machen. Robinson erläuterte später, dass er im Gegensatz zu vielen der HandMade-Komödien lieber Filme machte, in denen die Komik weniger aus offensichtlichen Gags, sondern eher aus realistischen und alltäglichen Grundsituationen entsprang. O’Brien konnte das offenbar nicht nachvollziehen und wollte die Dreharbeiten nach zwei Wochen ganz abbrechen lassen, was George Harrison mit schlichter Begründung verhinderte: „Ich möchte den Film gerne sehen, daher machen wir ihn“.
Als Gage erhielt Robinson den symbolischen Betrag von einem Pfund für das Drehbuch und 80.000 Pfund Gage für die Regie, von denen er 30.000 Pfund in zwei Szenen investierte, die HandMade Films nicht bezahlen wollte: die chaotische Rückfahrt nach London und den Aufenthalt auf der Polizeistation. Robinsons Unerfahrenheit als Regisseur glich sich damit aus, dass er durch die lange Vorbereitungszeit sehr genaue Vorstellungen von der visuellen wie schauspielerischen Umsetzung der einzelnen Szenen gewonnen hatte. Die Schauspieler erhielten bis in die Betonung einzelner Wörter hinein Anweisungen, und auch die technische Umsetzung des Films geriet „in jegliche Hinsicht mindestens gut durchdacht, in den besten Punkten fehlerlos“.

### Filmstab und Musikauswahl
Zu den Mitgliedern der Filmcrew zählten Michael Pickwoad und Henry Harris als Szenenbildner. Pickwoad war auch für die Auswahl der Drehorte verantwortlich und fuhr zwei Wochen den Lake District auf der Suche nach einem geeigneten Landhaus ab. Peter Frampton fungierte als Maskenbildner, Kameramann Peter Hannan baute das überwiegend regnerische Wetter während der Dreharbeiten in den visuellen Stil des Films ein. Ralph Steadman, der vor allem durch seine Illustrationen der Bücher von Hunter S. Thompson bekannt wurde, entwarf eines der Filmplakate von Withnail & I. Die Kostüme entwickelte die vor allem für ihre Arbeit an Historienfilmen bekannte Andrea Galer. Auch die Kostüme von Withnail & I, am einprägsamsten wohl Withnails langer Mantel, waren bereits historisch und grenzen sich bewusst stark von der Mode der 1980er-Jahre ab. Galers Kostüme der Hauptfiguren sollten jugendliche Rebellion, Romantik und Dandytum ausdrücken. Auf Wunsch von Robinson setzte Galer auf zurückhaltende Farben anstatt knallbunter Kleidung, wie sie heute üblicherweise mit den Swinging Sixties verbunden wird.
Die Filmmusik wurde von Rick Wentworth und David Dundas komponiert, letzterer war ebenfalls Mitbewohner von Robinson in den 1960er-Jahren gewesen und hatte als Popsänger in Deutschland 1976 mit Jeans On einen Nummer-eins-Hit gelandet. Als Dundas seine Kompositionsideen (darunter Bongo-Trommeln) vorspielte, war Robinson zunächst wenig angetan, bis das letzte, für den Abspann vorgesehene Withnail Theme kam. Das auf einer Dampforgel gespielte Stück erzeugte für Robinson mit seiner Mischung aus Heiterkeit und Melancholie perfekt die Stimmung des Films, woraufhin Dundas und Wentworth den gesamten Soundtrack um das Thema entwickelten. Neben der für den Film komponiertem Filmmusik wurden mehrere zur Zeit der Filmhandlung populäre Lieder in den Soundtrack aufgenommen, so am Filmanfang A Whiter Shade of Pale in der Coverversion von King Curtis sowie die Jimi-Hendrix-Lieder All Along the Watchtower und Voodoo Child (Slight Return). Das von George Harrison geschriebene Beatles-Lied While My Guitar Gently Weeps ist in einer Szene bei der Rückkehr nach London zu hören. Als Kontrastpunkt zur Rockmusik der ausgehenden 1960er ist unter anderem die in Onkel Montys Haus zu hörende Klaviersonate Nr. 21 (B-Dur) von Franz Schubert gesetzt. Aus der Jazz- und Swingära fanden die Lieder Hang Out the Stars in Indiana von Ray Nobles Orchester mit Gesang von Al Bowlly sowie das Klavierstück My Friend von Charlie Kunz ihren Weg in den Film.

## Synchronisation
Die deutsche Synchronisation entstand 1997 bei der Synchronabteilung von Taunusfilm. Das Dialogbuch schrieb Werner Böhnke, die Synchronregie übernahm Christoph Cierpka.
| Rolle                           | Darsteller        | Synchronsprecher      |
| ------------------------------- | ----------------- | --------------------- |
| Withnail                        | Richard E. Grant  | Thomas Petruo         |
| Ich (Marwood)                   | Paul McGann       | Michael Deffert (???) |
| Onkel Montague „Monty“ Withnail | Richard Griffiths | Tom Deininger         |
| Danny                           | Ralph Brown       | Andreas Hosang        |
| der General                     | Noel Johnson      | Jochen Schröder       |
| Inhaber des Teehauses           | Llewellyn Rees    | Eric Vaessen          |
| Polizist #1                     | Robert Oates      | Georg Tryphon         |

## Rezeption

### Publikumswirkung und Fankult

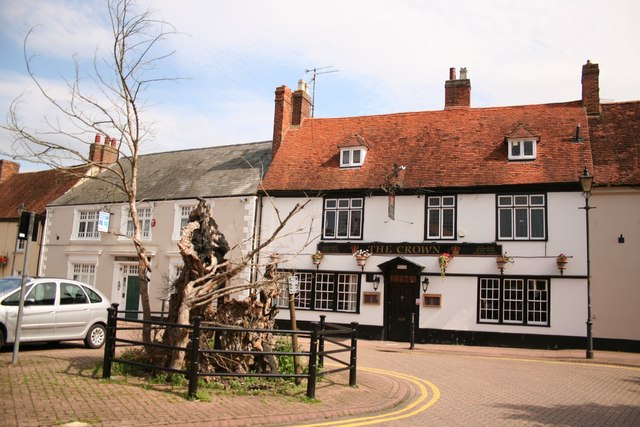
The Crown in Stony Stratford alias The King Henry im Film, eine der Kneipen, in denen sich die Protagonisten betrinken

Als kleiner Film mit eher unbekannten Schauspielern und einem Debütregisseur hatte es Withnail & I in einer ohnehin krisengeschüttelten Zeit für britische Kinoproduktionen schwer. Nach seiner Weltpremiere auf dem New York New Directors and New Films Festival am 27. März 1987 fand der Film lange keinen Verleih, weshalb er erst im Februar 1988 seinen Kinostart in Großbritannien erlebte. Bei seiner Erstaufführung spielte der Film in Großbritannien rund 565.000 Pfund ein, was ein Verlustgeschäft bedeutete. Erst durch die Veröffentlichung auf VHS, Mundpropaganda und schließlich Ausstrahlungen im Fernsehen entwickelte er sich zu einem britischen Kultfilm mit großer Fangemeinde, aus dem einige Sätze Teil der britischen Alltagskultur geworden sind. Wegen des hohen Alkoholkonsums der Hauptfiguren dient er auch als Grundlage für ein Trinkspiel: Jedes Mal, wenn Withnail ein alkoholisches Getränk zu sich nimmt, müssen die Teilnehmer dies ebenfalls tun – im Idealfall das gleiche Getränk. Spätestens mit einem Artikel von James Brown im Magazin Loaded 1994 zementierte sich der Kultstatus des Films, der insbesondere an Universitäten, in Programmkinos und allgemein stark bei jungen Männern sein Publikum fand.
Der Fankult erfuhr jedoch auch kritische Rezeption. Kevin Jackson polemisiert in dem Vorwort zu seinem Withnail & I-Buch, die Fans seien „fast immer männlich“, würden sich vor allem an „Trunkenheit, Schimpfwörtern und reaktionären Stereotypen“ im Drehbuch erfreuen und seien oft diejenigen, die ihren Bekannten mit dem Nachsprechen von „Szenen und Routinen aus Monty Python und The Young Ones“ auf den Geist gehen würden. Auch die Aktivitäten wie zügelloses Betrinken zum Film und der Besuch der ländlichen Drehorte, auf denen Fans Müll hinterlassen, seien zu hinterfragen. Der Filmkritiker Ronald Bergan war in einem ansonsten kritischen Guardian-Artikel über vorgebliche Kultfilme und ihre Fans der Meinung, dass der „sauerwitzige“ Withnail & I neben This Is Spinal Tap einer der wenigen guten Filme sei, die durch Kultfilm-Fans bekannter gemacht wurden. Der Filmwissenschaftler Justin Smith setzte sich in seinem 2010 erschienenen Buch Withnail and Us mit den Gründen für den Kultstatus des Filmes auseinander. Mit seiner einfach gehaltenen Handlung und den wenigen Lokalitäten sei es ein „spärlich“ wirkender Film: „Seine Intimität, sein geringes Budget, die kleinen Schauplätze und ein ökonomisches, aber auf dynamische Weise witziges Drehbuch“ seien neben „wunderschön ausgearbeiteten Darstellungen“ die Stärken des Filmes. Es sei etwas wagemutig und anachronistisch gewesen, inmitten des Thatcherismus einen Film über die damals als sehr unmodisch empfundenen 1960er-Jahre zu drehen, und der Film mache stattdessen „eine Tugend aus dem dauerhaften Gefühl einer Entfremdung, nicht im Gleichschritt mit der Gegenwart“ zu sein. Solche „einzelgängerischen, kauzigen Eigenschaften“ hätten zusammengenommen dem Film seine „spezielle, geheime, kultige Anziehungskraft“ verliehen. Für den Schriftsteller Ben Myers verlor der Film seinen Außenseiter-Appeal durch viele der Fans, die im Cool Britannia der 1990er mehr an den Trinkspielen als an der Poesie interessiert gewesen seien. Schließlich habe gar Kate Moss das Landhaus im Lake District kaufen wollen.
Auch unter Filmemachern hat Withnail & I eine Fangemeinde. Der Filmemacher Christopher Nolan bezeichnete Withnail & I 2017 als seine Lieblingskomödie. David Fincher besetzte als Fan von Withnail & I die Schauspieler Paul McGann und Ralph Brown in seinem Film Alien 3 (1992), wobei Grant die ihm angebotene Rolle des Jonathan Clemens ausschlug. Johnny Depp wollte aufgrund von Withnail & I schon länger mit Bruce Robinson zusammenarbeiten und holte ihn 2011 für die Hunter-S.-Thompson-Verfilmung The Rum Diary nach fast 20 Jahren auf den Regiestuhl eines Filmes zurück.
Im deutschsprachigen Raum ist der Bekanntheitsgrad des Filmes niedrig geblieben, es gab offenbar nie einen regulären Kinostart. Es sind drei Termine bei SRF zwei notiert. Am 22. Juni 2023 wurde der Film bei arte im Nachtprogramm ausgestrahlt, was die erste deutsche Fernsehausstrahlung bedeutete. In Deutschland wurde der Film auf DVD auch mit dem Untertitel Zwei Freunde am Rande des Wahnsinns vermarktet.

### Kritiken
Obgleich nach seiner Premiere mit Sympathie bedacht, war für damalige Kritiker die spätere Karriere des Films unabsehbar – im 21. Jahrhundert sei Withnail & I von Listen der „Top-Kultfilme“ auf die der „besten britischen Filme“ gewandert.
Peter Bradshaw war 2007 im Guardian der Meinung, dass Robinsons „sui-generis-Meisterwerk“ womöglich mit keinem anderen Film vor oder nach ihm vergleichbar sei. Der Film profitiere von seinem „auf wunderbare Weise literarischen Drehbuch“ mit vielen zitierbaren Sätzen sowie einer „einmaligen Kombination von perfekten Darstellungen“ von McGann, Grant, Griffiths und Brown. Auch die von Michael Pickwoad entworfenen Filmsets würden Lob verdienen. Bradshaw rät von einem Trinkspiel bei dem Film ab, höchstens bei einem absolut herausragenden Weinkeller, denn Withnail & I sei „viel witziger und trauriger, wenn man ihn mit eiskalter Nüchternheit schaut.“
Roger Ebert schrieb retrospektiv im Jahr 2009 für die Chicago Sun-Times, dass kaum ein Film das Gefühl, betrunken zu sein, besser als Withnail & I vermitteln könne. Der Film „erreicht eine Art von Transzendenz in seiner Düsternis. Er ist kompromisslos, aufrichtig und sich selbst treu. Es ist keine Schulstunde oder eine Vorlesung, es ist witzig, aber auf eine sehr einheitliche und verdienstvolle Art, und es ist unvergesslich geschauspielert.“ Regisseur Robinson erinnere sich vergangener Zeiten als Überlebender „nicht mit Bitterkeit, sondern Ehrlichkeit. Mit Withnail entwift er eine der ikonischen Figuren des modernen Films.“
Im deutschen Sprachraum ist die Anzahl der Filmkritiken zu Withnail & I überschaubar geblieben. Der Filmdienst zeigte sich überzeugt: „Eine urkomische "schwarze" Komödie über zwei Außenseiterexistenzen in einer Zeit gesellschaftlicher Auflehnung. Hinter seinen exzentrischen Charakteren und deren schlagfertigem Witz vermag der eigenwillige Regieerstling auch menschlich anrührende Momente zur Geltung zu bringen.“ Der Filmkritiker Oliver Lysiak schreibt, es sei ein „bitter-witziger Abgesang auf die 60er Jahre“ mit Hippies, Beatnik, Drogenträumen und die harten Realitäten des Schauspielbusiness. „Ein ebenso witziger wie ernüchternder Film, dessen Ende viel Platz für Melancholie und Hoffnung lässt.“

### Auszeichnungen
- Die einzig bedeutendere Auszeichnung nach der Veröffentlichung war der Evening Standard British Film Award 1989 in der Kategorie Bestes Drehbuch für Bruce Robinson.
- Das British Film Institute wählte Withnail & I 1999 auf Platz 29 der besten britischen Filme des 20. Jahrhunderts.
- Bei einer Guardian-Umfrage unter Filmkritikern und Regisseuren nach dem besten britischen Film der letzten 25 Jahre landete Withnail & I im Jahr 2009 auf Platz zwei hinter Trainspotting.[60]
- In einer Umfrage von Time Out unter rund 150 Filmschaffenden und -kritikern wurde Withnail & I 2017 auf Platz 15 der besten britischen Filme gewählt.[61]
- Auf der Liste der 100 besten britischen Filme, die das Magazin Empire 2016 veröffentlichte, rangiert er auf Platz 10.[62]

## Theaterfassung
Aufgrund der Popularität des Stoffes war über die Jahrzehnte mehrfach eine Theaterversion des Stoffes im Gespräch, zu einem Zeitpunkt war Jude Law für die Rolle des Withnail vorgesehen. Eine Theaterfassung scheiterte lange an Bruce Robinsons Widerstand, der 2006 die Begründung gab, eine Theaterfassung des Filmes könne wirken, „wie einen alten Teebeutel auszuwringen, um mehr Geld zu bekommen“. Im Oktober 2023 wurde dann aber bekannt, dass Robinson ein Angebot für eine Bühnenadaption am Birmingham Repertory Theatre unter Regie von Sean Foley angenommen habe, eine Theaterfassung zu schreiben. Robinson sprach im April 2024 in einem Interview davon, dass der Erfolg von Withnail & I lange Zeit an seinem Namen wie „ein Kolostomiebeutel“ geklebt habe, weshalb der Gedanke einer Bühnenadaption ihm unangenehm gewesen sei. Das sei nun nicht mehr so, überdies habe man eine gute Menge Geld geboten.
Im Mai 2024 feierte die Theaterfassung, unter anderem mit Robert Sheehan als Withnail besetzt, ihr Debüt. Die britische Theaterseite WhatsOnStage bezeichnete es in ihrer Kritik als „erstaunliche, messerscharfe Bühnenkomödie“, während der Guardian einerseits Schauspieler und Sets lobte und die Komödie insgesamt unterhaltsam fand, aber auch bemerkte, dass der Großteil detailgetreu aus dem Film übernommen wurde und die Bühnenfassung daher wenig Neues zu bieten habe.

## Withnail and I
Bisher erschienen Kevin Jacksons Withnail & I (2004), Maisie Jones’ inzwischen vergriffenes Withnail and the Romantic Imagination (2010) und Toby Benjamins Withnail and I: From Cult to Classic (2013) als Werke über den Film. Daneben widmen sich mehrere Bücher teilweise dem Thema, es gibt einige wissenschaftliche Aufsätze und vor allem journalistische Artikel. Hierbei wurden vor allem Schauspiel, Sprache und die Themen des Films besprochen, weniger die Form. Laut Jackson ragen Sprache und Witz des Debütfilms von Robinson deutlicher hervor als die visuell-filmtechnische Umsetzung, die zwar stattlich, aber nicht immer in ähnlicher Weise wie die Sprache inspiriert sei. Charakteristisch für den Film ist ein für Komödien eher ungewöhnlicher Mut zu düsteren Farben, der auch schon Produzent O’Brien irritierte, aber dem Lebenszustand seiner Hauptfiguren entspricht. Die unordentliche, in Beigetönen gehaltene Wohnung der beiden Hauptfiguren spiegelt die fehlende Stabilität und Richtung in dem Leben ihrer Bewohner wider. Selbst das UNESCO-Welterbe Lake District ist nie im Postkartenmodus, sondern durchgängig trüb und grau inszeniert.

### Enden als Grundthema
Withnail and I ist für Jackson ein Film über „Enden: das Ende einer Freundschaft, das Ende der Jugend, das Ende der 1960er-Jahre“ – er beginne sogar am Filmanfang mit dem Ende eines Drogentrips. Für die Protagonisten sind diese Enden spürbar, sie müssen sich zwischen „komfortablen Verfall oder Ausbruch in das unheimliche Neue entscheiden“.
Die Swinging Sixties galten als Jahrzehnt, in dem die Jugend neue Wege beschritt. In Withnail & I nähern sich die beiden Protagonisten dem endgültigen Ende ihrer Jugend. Die rebellische Haltung – wie sie Withnail ausdrückt, wenn er über den Lake District ruft, er werde es allen zeigen und ein Star werden – weicht dem Übernehmen von Verantwortung, zumindest bei Marwood, der vor seinem Aufbruch am Filmende die symbolische Flasche Château Margaux von Withnail ausschlägt. Withnail and I zeige Lebensgrenzen und neue Richtungen auf, wobei der Film ambivalent bleibe und sich zwischen dem aufbrechenden Marwood und dem weiterhin unangepassten Withnail auf keine eindeutige Position schlage.
Das Ende auf gesellschaftlicher Ebene kommentiert der Hippie-Drogendealer Danny gegen Ende des im September 1969 spielenden Films. Eine ganze Generation muss sich von ihrer Jugend und den Swinging Sixties verabschieden. Laut Danny verkaufe nun schon Woolworth Hippie-Perücken, London werde „von seinem Drogentrip runterkommen“ und es gebe im neuen Jahrzehnt „jede Menge Flüchtlinge geben“. Die Einsicht aus Dannys Worten kann entweder bedeuten, dass man zynischerweise seine Flucht aus einer Revolution timen müsse, oder in selbstzerstörerischer Bestimmung an dieser revolutionären Haltung festhalten müsse. Laut Danny habe man es versäumt, das abgelaufene Jahrzehnt der 1960er-Jahre „schwarz anzumalen“ (im Original spricht er von Paint It Black, offensichtlich anspielend auf den Rolling-Stones-Hit). Der Film deutet hier an, dass die Hoffnung auf einen tiefgreifenden gesellschaftlichen Wandel nicht erfüllt wurde. Visualisiert werden gesellschaftliche Veränderungen u. a. in einer kleinen Szene, in der eine Abrissbirne ein altes Reihenhaus parallel zu den Klängen von All Along the Watchtower zerstört – unmittelbar nach der Szene in Onkel Montys manierlichem, traditionell mit Antiquitäten eingerichtetem Stadthaus.

### Freundschaft und Sexualität
Die zentrale Beziehung des Films ist die Freundschaft von Withnail und Marwood, die in einem partnerschaftsähnlichen Verhältnis leben. Unter der Männerfreundschaft verbergen sich berufliche Rivalität und, nach Ansicht einiger Kommentatoren, auch eine unterschwellige Homoerotik. Für das homoerotische Verhältnis könnte die Figur des offensichtlicher schwulen Onkel Monty als Metapher gedeutet werden. Robinson erklärte die bis auf wenige kleine Rollen fast völlige Abwesenheit von Frauen im Film pragmatischer damit, dass man sich als armer junger Schauspieler damals keine Freundin leisten konnte. Das Ende verortet Withnail in Richtung einer Asexualität, wenn er mit den letzten Wörtern des Films aus Hamlet zitiert, dass ihm weder Frauen noch Männer gefallen. Für Bruce Robinson ist Withnail einfach aufgrund seiner Selbstsucht und seines Narzissmus zu keiner Liebe fähig. Am Ende des Films löst sich die Freundschaft auf und Withnail läuft im Abspann alleine durch den Regents Park, in eine höchstwahrscheinlich einsame Zukunft.
Neben Homoerotik wurde auch eine mögliche Homophobie des Films diskutiert. Insbesondere die Hauptfigur Marwood reagiert mitunter panisch auf Onkel Montys Homosexualität und dessen oft campiges Auftreten. Denis O’Brien wollte die Figur des Monty zunächst, im Stile der Filmfiguren des britischen Schauspielers Kenneth Williams, als eine homosexuelle Karikatur angelegt sehen, was Robinson und Richard Griffiths aber ablehnten. Verteidigend wird für die Figur des Monty der autobiografischen Aspekt mit Zeffirelli und das allgemein homophobe Klima der 1960er-Jahre angeführt, welches für das einsame Leben Montys mitverantwortlich ist. Monty ist als komplexe Figur trotz seiner Übergriffigkeit von einer „unterschwelligen Aura der Wärme und Annehmlichkeit“ umgeben. Laut dem Kritiker DeFrien ist er sogar noch vor dem garstigen Withnail und dem angepassten Marwood der liebenswerteste Charakter des Films. Philip Caveney befand hingegen, dass Monty zwar eine tragische und sympathische Figur sei, das wiederholte Gerede des panischen Marwood über Sodomie im Film aus heutiger Sicht unkomfortabel und homophob erscheine.

### Englisches Gesellschaftsbild
Journey’s End von R. C. Sherriff heißt passenderweise zu dem Motiv der Endlichkeiten das im Ersten Weltkrieg spielende Theaterstück, in dem Marwood auftreten soll. Hierfür schneidet er sich seine zuvor lockigen, längeren Haare kurz und glatt. In McGanns Spiel tritt in diesen letzten Szenen ein eher distanzierter, etwas kalter Ausdruck: Im Gegensatz zu Withnail beschreitet er den Weg des Überlebens und der Hoffnung, passt sich dafür aber zwangsläufig an gesellschaftliche Konformitäten an. Robinson bestätigte die Vermutung, dass Marwoods abgeschnittene Haare als Vorausblick auf den Thatcherismus gedeutet werden können. Für die Rolle der empörten Kellnerin in der altmodischen Teestube, in der sich Withnail und Marwood als randalierende Millionäre ausgeben, besetzte er die Schauspielerin Irene Sutcliffe, da sie der von ihm wenig geschätzten Premierministerin Margaret Thatcher sehr ähnlich sah. Von der Gegenwart der 1980er-Jahre grenzt sich Robinsons Film ansonsten in seiner Machart stark ab. Paul McGann berichtete 2010, dass er mitunter Leute treffe, welche den Film selbst für in den 1960ern gedreht halten würden:
„Es stammt aus der Mitte der 1980er, aber ragt heraus wie eine Aufnahme der Smiths. Sein Ursprung ist aus einer anderen Ära. Nicht die Produktion, nicht die Bilder und nicht der Stil ähneln auch nur entfernt einem 80er-Film.“
Das Bild der Swinging Sixties fällt dennoch nicht romantisierend aus. Für Bert Cardullo schaut Robinson „nicht mit Nostalgie, sondern mit Verwunderung zurück – Verwunderung, wie er es durch den gefährlichen Nebel der 60er geschafft habe“. Der Film sei daher Zelebrierung als auch Klage zugleich, da er Withnail für sein eigenes Fortbestehen zurücklassen musste. Während Cardullo (* 1948) seine eigenen Jugenderfahrungen darin treffend widergespiegelt sah, kritisierte Armond White den Film als „Lobotomie an der Geschichte“. Robinson sei intolerant gegenüber der Liberalität und dem Hedonismus der Hippie-Ära und komme zu der „selbstgratulierenden Einsicht“, das diese Zeit nichts als Verachtung verdiene. Für den jüngeren amerikanischen Journalisten Ali Arikan entromantisiert Withnail & I die häufige Meinung der Baby-Boomer, dass die 1960er das Maß aller Dinge gewesen seien, und stelle die Selbstbezogenheit dieser Generation heraus. Für Paul Dove zeigt der Film, dass viele Mitglieder der 68er-Bewegungen nicht radikale Revolutionäre waren, sondern eher sozialdemokratische Ziele und einen Wohlfahrtsstaat im Sinne von Keynes zum Ziele hatten, aber durch das im Film spürbare konservative Klima wie Radikale erschienen.
Die englischen Klassenunterschiede sind in den Verhältnissen der Figuren zueinander spürbar: während Marwood aus der Mittelklasse kommt, sind bei Withnail Oxford und Harrow selbstverständliche Bildungsstätten. Zwar gilt Withnail mit seiner Wahl des Schauspielberufs in seiner Familie als Rebell und verachtet diese, doch insbesondere in Bedrängnis schmückt er sich mit seiner Herkunft – als die Polizei ihn betrunken anhält, verweist er auf seinen Cousin, einen Kronanwalt, wovon sich die Polizisten aber unbeeindruckt zeigen. Für Jackson zieht auch Withnail & I aus den Spannungen zwischen Gesellschaftsklassen seinen Humor. Bei einem abendlichen Kartenspielen stellen Withnail und sein Onkel stellen ihre elitäre Public School-Bildung unter Beweis, als sie auf Latein Anspielungen über Queens (umgangssprachlich auch für Schwule) machen und damit Marwood meinen. Marwood ist nervös, da er Latein nicht verstehen kann. Kameratechnisch werden die beiden Withnails im Schuss-Gegenschuss-Verfahren mehrfach auffällig in einem Bild gefilmt, Marwood dagegen alleine. Die Zukunft scheint dennoch eher Marwood zu gehören, während Withnails privat wie beruflich offenbar versandet und Onkel Montys Leidenschaft für Marwood unerfüllt bleibt und er über seinen baldigen Tod referiert. Für Paul Dave bildet der Film das Absterben der Counterculture ab: die von Marwood verkörperte Mittelklasse entferne sich von revolutionärer Politik und wende sich der Reetablierung der englischen Klassenstruktur dar.

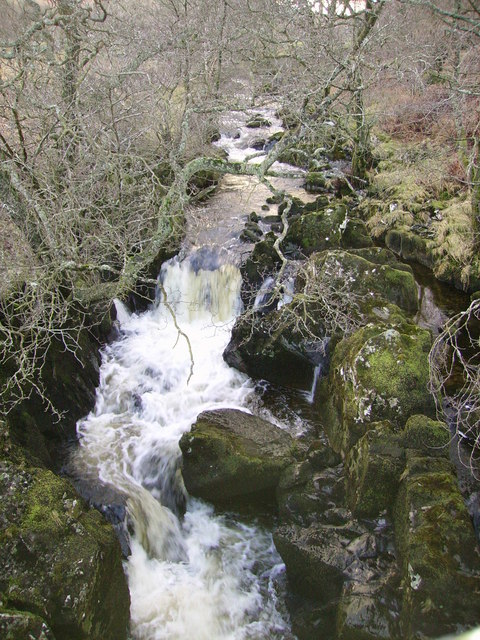
Sleddale Beck, in dem Withnail nach Fischen schießt

Im Bezug auf den Brexit wurde der Film in Presseberichten und Memes mehrfach aufgregriffen. Für das EU-freundliche Magazin The New European lässt sich das politische Misstrauen der Figuren in den 1960ern auch auf den Brexit übertragen, mit dem von Onkel Monty gesprochenen Satz „zugeschissen von den Tories, zugeschaufelt von Labour“. Für Ben Myers vom New Statesman untersucht der Film die Differenzen zwischen Stadt und Land, die sich im Brexit-Abstimmungsverhalten gezeigt hätten, wobei die Landbevölkerung den Brexit favorisiert habe. Die Landbevölkerung „misstraut den elitären Kräften in der Hauptstadt“, während die Städter die Landbevölkerung patronisieren würden. Das Drehbuch ist hufeisenförmig strukturiert, sodass die Protagonisten den Hauptteil des Films im Lake District verbringen, er aber in London beginnt und endet. In Withnail and I zeigt sich der Stadt-Land-Kontrast durch Sätze wie „I’m not from London“, mit dem sich Marwood bei einer alten Bäuerin beliebt machen will. Als die Bäuerin ihn brüsk abweist, kommentiert Marwood, dass er aus den Büchern von H. E. Bates freundliche Landbewohner beim Trinken von Cider erwartet hätte. Withnail verlangt zwar einerseits nach Fleisch, doch beim Schlachten eines vom Bauern lebendig abgelieferten Huhnes oder beim Schießen nach Fischen im Bach stellen sich die Stadtbewohner eher ungeschickt an. Ihren Gipfel findet diese Entfremdung zwischen Stadt und Land in Withnails panischer wie Angst vor dem grobschlächtigen Wilderer Jack, die sich als unbegründet erweist.

### Intertextualität
Seine Liebe zu englischer Literatur und Musik sowie dem Kino zeigt der Film in Auffälligkeit, angefangen bei Bildern und Plakaten in der Wohnung der beiden Hauptfiguren. Die Referenzen an William Shakespeare und dessen Stücke, insbesondere Hamlet und Heinrich IV., Teil 2, aber auch an Bildungsromane wie die von Charles Dickens sind auffällig. Schauspieler wie John Gielgud, Michael Redgrave und Donald Wolfit, die es im Gegensatz zu den beiden Hauptfiguren zu berühmten Bühnenschauspielern ihrer Zeit gebracht haben.
Onkel Monty zitiert Dichter wie Baudelaire und Tennyson. Für Paul Dave erinnern die anfängliche Utopie eines pastoralen Englands und die Figur des Onkel Montys an die Romane von Evelyn Waugh, der über Dandys aus der britischen Oberschicht der Zwischenkriegszeit schrieb. Doch das Landhaus ist eingestaubt und Monty, ein Vertreter dieser Zwischenkriegsgeneration, verwende die Lyrik nur noch für „phallischen Opportunismus“ zur Eroberung von Marwood.